# Niceville
Niceville est une ville située dans le comté d'Okaloosa au nord-ouest de la Floride aux États-Unis.

## Démographie
| 1940 | 1950  | 1960  | 1970  | 1980  | 1990   |
| ---- | ----- | ----- | ----- | ----- | ------ |
| 948  | 2 497 | 4 517 | 4 155 | 8 543 | 10 507 |

| 2000   | 2010   | - | - | - | - |
| ------ | ------ | - | - | - | - |
| 11 684 | 12 749 | - | - | - | - |

## Source
- (en) Cet article est partiellement ou en totalité issu de l’article de Wikipédia en anglais intitulé « Niceville, Florida » (voir la liste des auteurs).